# Белорусско-латвийская граница
Белорусско-латвийская граница — государственная граница протяженностью 172 км 912 м. Начинается от тройного стыка границ с Литвой на севере и тянется до тройного стыка с Россией на северо-востоке. Является частью границы между Евросоюзом и Союзным государством.
Современная граница стала государственной после распада СССР, когда обе бывшие союзные республики стали независимыми. Граница была подтверждена межгосударственным соглашением от 21 февраля 1994 года.

## История
Белорусско-латвийская граница фактически была установлена советско-латвийским Рижским договором 1920 года как южная часть демаркационной линии между Латвийской Республикой и РСФСР. Именно как граница Латвии и Белорусской ССР она стала в результате декрета ВЦИК от 3 марта 1924 г., которым из состава РСФСР в состав Белорусской ССР из состава Витебской губернии был передан Полоцкий уезд (пограничный с Латвией), а также ещё 4 уезда (Витебский, Бочейковский (ранее — Лепельский), Оршанский, Суражский), а кроме того 5 уездов из состава Гомельской губернии (Климовичский, Могилевский, Рогачевский, Чаусский, Чериковский), Горецкий и часть Мстиславльского уезда Смоленской губернии.
Остальная часть современной белорусско-латвийской границы в период до 2 ноября 1939 года была частью государственной границы Польши и Латвии. В результате присоединения Западной Белоруссии к Белорусской ССР 2 ноября 1939 года участок границы с Латвией по Западной Двине и южнее её до стыка с Литовской Республикой стал государственной границей СССР и БССР с Латвией.
В результате присоединения Латвии к СССР в 1940 году в качестве Латвийской ССР вся латвийско-белорусская граница утратила статус государственной и стала границей двух союзных республик в составе СССР. В этом статусе она пребывала фактически до распада СССР в декабре 1991 года, хотя Латвия формально объявила о восстановлении своей независимости 4 мая 1990 года.

## Пограничные переходы
Перечень пунктов пропуска через Государственную границу Республики Беларусь был утвержден указом Президента Республики Беларусь от 10 мая 2006 года № 313.
| # | Название                  | Тип перехода               |
| - | ------------------------- | -------------------------- |
| 1 | Бигосово — Индра          | железнодорожный            |
| 2 | Григоровщина — Патарниеки | автодорожный               |
| 3 | Урбаны — Силене           | автодорожный               |
| 4 | Гаврилино — Мейкшаны      | пункт упрощенного пропуска |
| 5 | Друя — Пиедруя            | пункт упрощенного пропуска |
| 6 | Липовка — Ворзово         | пункт упрощенного пропуска |
| 7 | Плюсы — Каплава           | пункт упрощенного пропуска |

В 2020 году действовали только 2 пункта пропуска «Патерниеки» («Григоровщина», Верхнедвинский район) и «Силене» («Урбаны», Браславский район). 19 сентября 2023 года Силене также будет закрыт по соображениям безопасности.

## Пограничные регионы
Регион Беларуси, граничащий с Латвией:
- Витебская область

 Регионы Латвии, граничащие с Беларусью:
- Аугшдаугавский край
- Краславский край
- Лудзенский край